# Xi2 Sagittarii
Xi2 Sagittarii (ξ2 Sagittarii, förkortat Xi2 Sgr, ξ2 Sgr) som är stjärnans Bayerbeteckning, är en stjärna belägen i den östra delen av stjärnbilden Skytten. Den har en kombinerad skenbar magnitud på 3,51 och är synlig för blotta ögat. Baserat på parallaxmätning inom Hipparcosuppdraget på ca 8,9 mas, beräknas den befinna sig på ett avstånd av ca 370 ljusår (ca 112 parsek) från solen. Då den befinner sig nära ekliptikan kan den ockulteras av månen och, mycket sällan, av någon planet. Den senaste ockultationen av Xi2 Sagittarii av en planet ägde rum den 22 december 1810, när den ockuperades av Venus.

## Egenskaper
Xi2 Sagittarii är en gul till vit jättestjärna av spektralklass G8/K0 II/III. Den har en massa som är ca 8 gånger större än solens massa, en radie som är ca 14 gånger större än solens och utstrålar från sin fotosfär ca 676 gånger mera energi än solen vid en effektiv temperatur på ca 4 540 K.
Xi2 Sagittarii har, enligt data som samlats in under Hipparcosuppdraget, föreslagits vara en astrometrisk dubbelstjärna, även om ingenting är känt om följeslagaren.